# تیموتی گراب
تیموتی گراب (انگلیسی: Timothy Grubb; ۳۰ مهٔ ۱۹۵۴ – ۱۱ مهٔ ۲۰۱۰) چابک‌سوار اهل بریتانیا بود.